# Coleophora leucochrysella
Coleophora leucochrysella је инсект из реда лептира (Lepidoptera) и породице Coleophoridae.

## Распрострањење
Ареал врсте је био ограничен на једну државу. Сједињене Америчке Државе су биле једино познато природно станиште врсте.

## Угроженост
Ова врста је изумрла, што значи да нису познати живи примерци.